# James Fox (cantante)
James Fox, nato James Richard Mullett (Bargoed, 6 aprile 1976), è un cantante britannico.

## Biografia
Nato a Bargoed, paese a nord di Cardiff (Galles), si è trasferito a Londra non appena decide di fare il musicista.
Con Kevin Simm forma il duo Force 5, prima che Simm decida di lasciare il progetto per dedicarsi ai Liberty X nel 2001.
Partecipa alla seconda edizione di Fame Academy, talent-show televisivo.
Partecipato all'Eurovision Song Contest 2004 come rappresentante del Regno Unito presentando il brano Hold On To Our Love. Nella gara canora europea si è classificato sedicesimo.
Nel 2008 ha scritto e registrato il brano Bluebirds Flying High, inno del Cardiff City FC.

## Discografia

### Album in studio
- 2008 - Rocking Chairs and Lemonade

### EP
- 2007 - Six String
- 2012 - TOR

### Singoli
- 2004 - Hold Onto Our Love
- 2008 - Bluebirds Flying High
- 2008 - Higher
- 2009 - Say What You Like
- 2012 - Landlocker